# Походная улица
Похо́дная улица — магистральная улица в жилом районе «Уктусский» Чкаловского административного района Екатеринбурга.

## Расположение и благоустройство
Улица начинается от улицы Лыжников и заканчивается, переходя в Елизаветинское шоссе. Пересечений с другими улицами нет. Слева на улицу выходит Кирпичный переулок и улица Новостроя, справа — улицы Олега Кошевого, Благодатская и Южный проезд.
Протяжённость улицы составляет около 1,8 километра. Ширина проезжей части — около 8 м (по одной полосе в каждую сторону движения). На протяжении улицы имеется один светофор (на перекрёстке с Южным проездом) и один нерегулируемый пешеходный переход (напротив дома № 84). Улица оборудована уличным освещением и частично тротуарами. Нумерация домов начинается от улицы Лыжников.

## Здания и сооружения
Внимание! Этот раздел содержит информацию по состоянию на 2013 год

| По нечётной стороне: - № 1б — 15 и 51 — 61 — частные малоэтажные жилые дома - № 63 — 6-этажный многоквартирный жилой дом. - № 69 — 9-этажный 246-квартирный жилой дом. - № 71 — 6-этажный многоквартирный жилой дом. | По чётной стороне: - № 2 — Храм во имя Преображения Господня. - № 4а — хозяйственный корпус. - № 6 — 50 — частные малоэтажные жилые дома. - № 54а — детский сад № 454. - № 66 — 5-этажный 75-квартирный жилой дом. - № 68 — 5-этажный 75-квартирный жилой дом. - № 70 — 5-этажный 75-квартирный жилой дом. - № 72 — 10-этажный 77-квартирный жилой дом. - № 74 — хозяйственный корпус. - № 76 — 3-этажное административное здание. - № 78 — 84 — малоэтажные административно-производственные здания. |

## Транспорт
Автомобильное движение на всей протяжённости улицы двустороннее.

### Наземный общественный транспорт
Улица является внутрирайонной транспортной магистралью. По улице осуществляет движение автобусный маршрут № 42, в конце улицы также ходят автобусный маршрут № 37 и маршрутные такси № 012 и № 042. Остановки общественного транспорта: к началу улицы — «Лыжников», к середине — «Детский сад», к концу улицы — «Походная».

### Ближайшие станции метро
Действующих станций метро поблизости нет. В 2 км к северу от начала улицы находится станция 1-й линии Екатеринбургского метрополитена  «Ботаническая».